# Galeodes lapidosus
Galeodes lapidosus är en spindeldjursart som beskrevs av Roewer 1934. Galeodes lapidosus ingår i släktet Galeodes och familjen Galeodidae. Inga underarter finns listade i Catalogue of Life.